# Entreprise (molen)
De Entreprise is een korenmolen in het dorp Kolham in de provincie Groningen.
Nadat de vorige molen uit 1880, een van de voormalige walmolens van de stad Groningen, was afgebrand in 1906 werd het achtkant van de vroegere watermolen op de grote Harksteder polder als stellingmolen in Kolham opgebouwd. De molen kreeg de Franse naam Entreprise. Kort na de Tweede Wereldoorlog kwam de molen buiten gebruik. Na een periode van stilstand en verval werd de molen in 1972 door de Slochter Molenstichting aangekocht en werd tussen 1975 en 1978 grondig gerestaureerd. Daarna kwam de molen op vrijwillige basis in bedrijf. Op 19 juni 2000 brak in de naastgelegen varkensschuur brand uit. Het vuur sloeg over naar de molen en het houten achtkant brandde vrijwel volledig uit.
Herbouwplannen waren er al zeer snel, in 2002 zijn de herbouwacties gestart, en in 2006 is men ook daadwerkelijk begonnen met herstel van de overgebleven stenen onderbouw. Begin 2009 is de molenmaker begonnen met het bouwen van een nieuw bovenachtkant en een nieuwe kap. Op 19 april 2010 zijn beiden geplaatst. Korte tijd later zijn ook de roeden gestoken en is de molen maalvaardig opgeleverd.
Op 15 september 2012 is de molen door Commissaris van de Koningin Max van den Berg officieel in gebruik gesteld.
Sinds augustus 2024 wordt gewerkt aan het maalvaardig maken van De Entreprise. De molen is op afspraak te bezichtigen.